# Szczurzec wełnisty
Szczurzec wełnisty (Kunsia tomentosus) – gatunek ssaka z podrodziny bawełniaków (Sigmodontinae) w rodzinie chomikowatych (Cricetidae).

## Zasięg występowania
Szczurzec wełnisty występujące w północnej i wschodniej Boliwii i środkowej Brazylii; być może również w skrajnie południowo-wschodnim Peru.

## Taksonomia
Gatunek po raz pierwszy opisał w 1830 roku niemiecki przyrodnik Martin Lichtenstein pod nazwą Mus tomentosus. Jako miejsce typowe odłowu holotypu Lichtenstein wskazał „zalesione obszary Urugwaju”; Hershkovitz w 1966 graniczył miejsce typowe do południowo-wschodniego obszaru wzdłuż rzeki Urugwaj w Brazylii. Holotyp został odłowiony w 1827 roku przez pana Sello. Jedyny przedstawiciel rodzaju szczurzec (Kunsia) opisanego w 1966 roku przez amerykańskiego zoologa Philipa Hershkovitza.
Tradycyjnie do rodzaju Kunsia należał szczurzec norowy jednak badania Pardiñasa i współpracowników z 2009 roku przenoszą szczurzca norowego do odrębnego rodzaju Gyldenstolpia.

### Etymologia
- Kunsia: dr. Merle L. Kuns (1923–2008), amerykański lekarz, uczestniczył z ramienia Narodowych Instytutów Zdrowia w badaniach nad gorączką krwotoczną w Boliwii[11][2].
- tomentosus: nowołac. tomentosus „puchaty, wełnisty”, od łac. tomentum „wyściółka”[12].

## Morfologia
Długość ciała (bez ogona) 185–287 mm, długość ogona 147–196 mm, długość ucha 28–36 mm, długość tylnej stopy 43–54 mm; masa ciała 241–630 g.